# 日本学刊
《日本学刊》是一份由中国社会科学院主管、中国社会科学院日本研究所和中华日本学会主办的学术期刊。该刊创刊于1985年，最早名为《日本问题》，为双月刊。1991年1月改为现名。根据2023年中国知网数据，该刊复合影响因子为2.304，综合影响因子为1.402，该刊被中文社会科学引文索引收录。